# أل سيمونز (لاعب كرة قاعدة)
أل سيمونز (بالإنجليزية: Al Simmons) هو لاعب كرة قاعدة أمريكي، ولد في 22 مايو 1902 في ميلواكي في الولايات المتحدة، وتوفي بنفس المكان في 26 مايو 1956.

## وصلات خارجية
- أل سيمونز على موقع دوري كرة القاعدة الرئيسي (الإنجليزية)
- أل سيمونز على موقعبيزبول رفرنس.كوم (الدوري الرئيسي) (الإنجليزية)
- أل سيمونز على موقعبيزبول رفرنس.كوم (الدوري الثانوي) (الإنجليزية)
- أل سيمونز على موقع إي إس بي إن.كوم (أم.أل.بي) (الإنجليزية)
- أل سيمونز على موقع مشجعي الرسوم البيانية (الإنجليزية)
- أل سيمونز على موقع قاعة مشاهير كرة القاعدة (الإنجليزية)
- أل سيمونز على موقع إن إن دي بي (الإنجليزية)